# 세계개발지표
세계개발지표(WDI; World Development Indicators)는 세계은행이 오픈 데이터로 제공하는 개발 및 빈곤퇴치와 관련한 국제통계이다.
2020년 기준으로, 217 개 경제집단(국가 등)에 대한 1,600 여 건의 시계열 지표가 포함되어 있으며, 많은 지표들이 50년 이전의 자료까지 포함하고 있다.

## 세계개발지표 시계열 그래프(주요 사례)

### 대한민국의 "출생시 기대수명" 그래프
- 대한민국의 출생시 기대수명(출처: World Development Indicators)
  - 2017년 여자: 85.7세
  - 2017년 남자: 79.7세
  - 2017년 전체: 82.6세

### 출생시 기대수명 순위 그래프
- 유엔 회원국 이외 나라 등을 포함했을 때, 대한민국은 2017년 기준으로, 세계 11위로 높은 기대수명을 갖고 있다.
- 1961년에 대한민국은 기대수명 55.4세(남녀 전체)로 전세계 중위권 수준이었다.